# Перфецький Богдан Євгенович
Богдан Євгенович Перфецький (12 грудня 1913, м. Львів — 1 квітня 2000, м. Філадельфія) — піаніст, музично-культурний діяч.
Навчався у Львові в Академічній гімназії та Вищому музичному інституті імені М. Лисенка (викладачі В. Барвінський, Т. Шухевич). Працював учителем музики. Виступав на колективних концертах, у камерно-інструментальних ансамблях.
Від 1944 року — на еміграції в Німеччині.
1948 року емігрував у США. Був професором Українського музичного інституту, брав участь у музично-культурному житті української діаспори.
Помер у м. Філадельфія. Похований у містечку Баунд-Брук, штат Нью-Джерсі, США.